# Rhodophiala
Rhodophiala é um género botânico pertencente à família Amaryllidaceae.
1. ↑  «Rhodophiala — World Flora Online». www.worldfloraonline.org. Consultado em 19 de agosto de 2020